# Judith von Bretagne

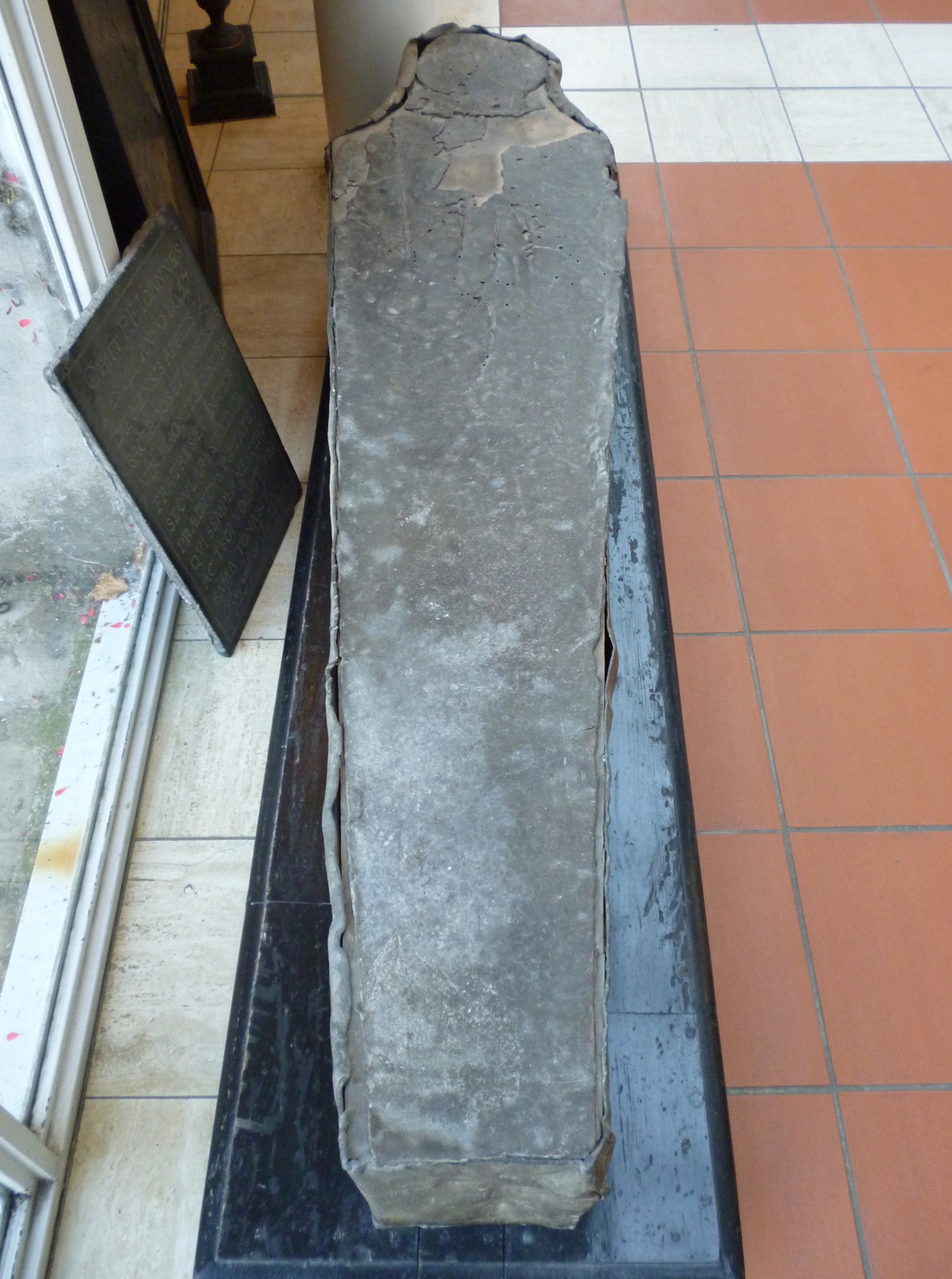
Bleisarkophag von Judith von Bretagne. Der Sarkophag wurde im 11. Jahrhundert hergestellt und im 19. Jahrhundert in den Fundamenten der Kirche der Abtei Notre-Dame in Bernay gefunden. Das Skelett im Sarkophag war das einer wichtigen Frau von geringer Körpergröße mit einer angeborenen Verformung des Gesäßes. Deformationen dieser Art waren häufig bei bretonischen Frauen, was es ihnen manchmal, aber nicht immer, unmöglich machte, Kinder zur Welt zu bringen.

Judith von Bretagne, auch Judith von Rennes genannt (* 982 in der Bretagne; † 16. Juni 1017 in der Normandie), war durch ihre Ehe Herzogin von Normandie von etwa 1000 bis zu ihrem Tod.

## Leben
Judith war eine Tochter von Herzog Conan I. von Bretagne und Ermengarde-Gerberga von Anjou. Sie war die Ehefrau von Herzog Richard II. von Normandie und Mutter von Herzog Robert I. von Normandie, somit die Großmutter väterlicherseits von Wilhelm dem Eroberer.
Judith war Teil eines wichtigen Bündnisses zwischen der Normandie und der Bretagne, das durch eine Doppelhochzeit bekräftigt wurde und von der erstmals Wilhelm von Jumièges berichtet. 996 heiratete ihr Bruder, Herzog Geoffrey I. von Bretagne Hawise von Normandie, Tochter von Herzog Richard I., etwa vier Jahre später heiratete Judith Herzog Richard II. von Normandie, Hawises Bruder. Die Ehe wurde in der Kirche der Abtei Mont Saint-Michel geschlossen. Herzogin Judith starb am 16. Juni 1017 und wurde in der Abtei Bernay bestattet, die sie 1013 gegründet hatte. Seit der Revolution befindet sich ihr Sarkophag in der Basilika Notre-Dame-de-la-Couture de Bernay.

## Familie
Judith von Bretagne und Richard von Normandie bekamen sechs Kinder:
- Richard (* um 1002/04), Herzog von Normandie.[2]
- Alice (* um 1003/05), heiratete Rainald I., Graf von Burgund.[2]
- Robert (* um 1005/07), Herzog von Normandie.[2]
- Guillaume (* um 1007/09), Mönch in Fécamp, † 1025.[2]
- Eleanor (* um 1011/13), heiratete Balduin IV., Graf von Flandern.[2]
- Matilda (* um 1013/15), Nonne in Fecamp, † 1033[8]